# Santos Marquina (khu tự quản)
Santos Marquina là một khu tự quản thuộc bang Mérida, Venezuela. Thủ phủ của khu tự quản Santos Marquina đóng tại Tabay. Khự tự quản Santos Marquina có diện tích 192 km2, dân số theo điều tra dân số ngày 21 tháng 10 năm 2001 là 13795 người.